# Idiops robustus
Idiops robustus är en spindelart som först beskrevs av Pocock 1898.  Idiops robustus ingår i släktet Idiops och familjen Idiopidae. Inga underarter finns listade i Catalogue of Life.